# Bombardowanie Wielunia

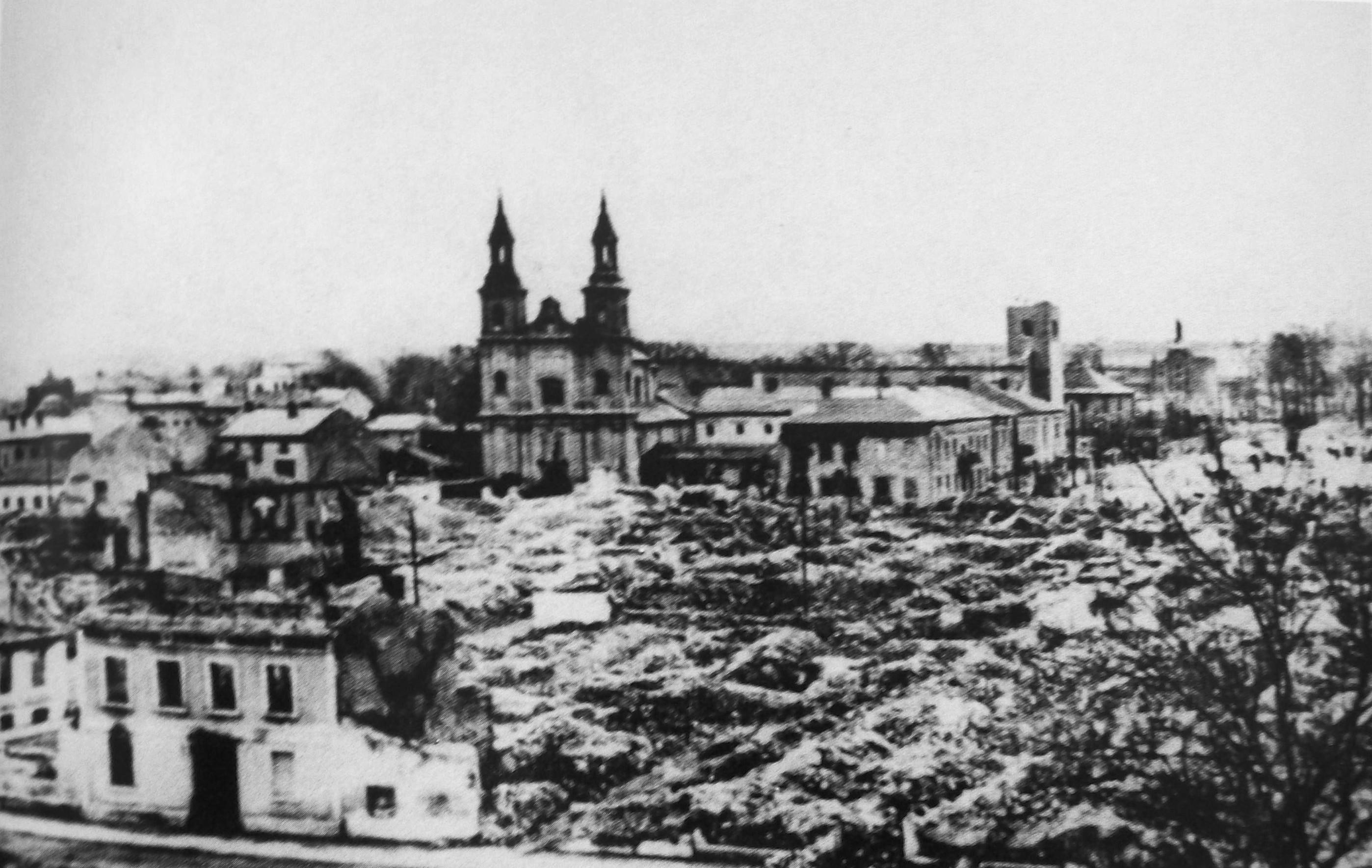
Zbombardowane centrum (zdjęcie ze zbiorów Muzeum Ziemi Wieluńskiej w Wieluniu)

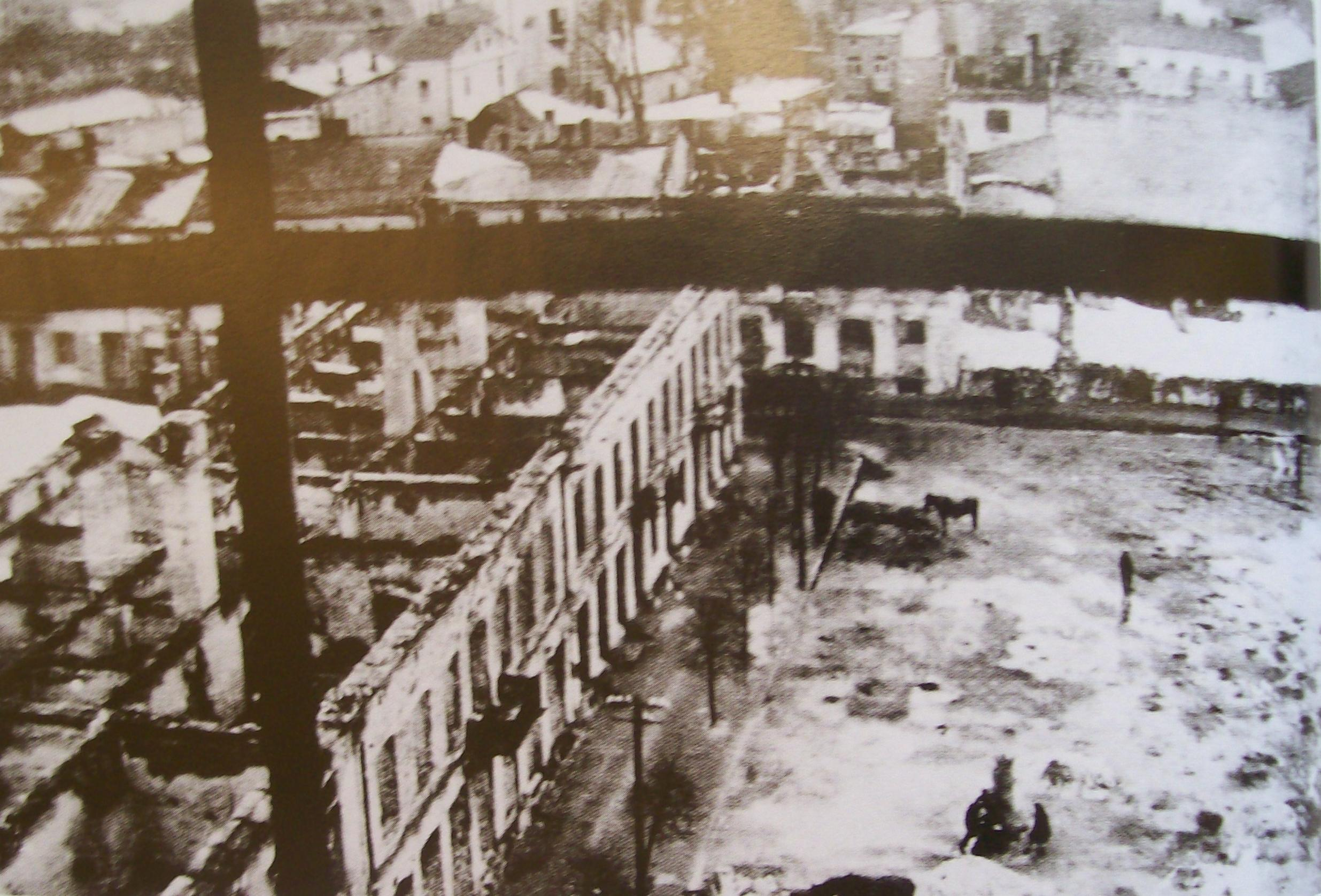
Widok na miasto z wieży kościoła (ze zbiorów Muzeum Ziemi Wieluńskiej w Wieluniu)

Bombardowanie Wielunia – seria ataków lotnictwa niemieckiego na polskie miasto Wieluń 1 września 1939. Ataki były przeprowadzone przez bombowce nurkujące typu Ju 87B w ramach operacji Ostmarkflug, czyli  ataku powietrznego na Polskę. Jest ono często przywoływane jako przykład bestialstwa i nieuzasadnionego terroru niemieckiego lotnictwa. Nalot przeprowadzono nagle, bez wypowiedzenia wojny Polsce przez III Rzeszę. Jego skutkiem było zniszczenie zabudowy miejscowości w 75 procentach, ze szpitalem i zabytkami włącznie. Szacunki odnośnie do strat w ludności są bardzo rozbieżne.
Niektórzy przyjmują, że nalot na Wieluń rozpoczął II wojnę światową, jako rzekomo pierwszy chronologicznie akt agresji Niemiec wobec Polski, nie ma jednak w tej sprawie jednomyślności.

## Naloty na Wieluń
Naloty na Wieluń odbyły się siłami Luftflotte 4 pod dowództwem Alexandra Löhra.

### Pierwszy nalot
I/StG 76
O godzinie 4:40 rozpoznawczy Dornier Do 17P wystartował z niemieckiego lotniska w celu rozpoznania miasta Wieluń i okolic; z powodu mgły załoga nie odnalazła miasta. O 5:02 następny Do 17P wystartował w tym samym celu, jednak i ten samolot prawdopodobnie nie odnalazł Wielunia.
Wtedy również wystartowało 29 Junkersów Ju 87B oraz mający sfotografować skutki nalotu Do 17P (5.21). Pierwsze bomby spadły na szpital Wszystkich Świętych,  wyraźnie oznakowany – jak wspominają świadkowie – symbolami Czerwonego Krzyża. W tym ataku zginęły 32 osoby.
I/StG 77
33 Ju87B wraz z Do 17 wystartowały o 4:50, ale zrzuciły tylko 22 bomby na miasto. Jeden stukas został uszkodzony odłamkami zrzuconej przez siebie bomby, natomiast dwa zostały uszkodzone ogniem z ziemi. Oba ostrzelane samoloty wylądowały awaryjnie – jeden w Opolu (uszkodzona chłodnica), drugi blisko Dobrodzienia (uszkodzony zbiornik oleju). Inne źródło – krytycznie nastawione co do sensu nalotu – podaje jedno awaryjne lądowanie niemieckiej maszyny spowodowane awarią techniczną pompy paliwowej.

#### Eskorta
Bombowce były osłaniane przez Bf 109D z Zerstörergruppe 2; z dokumentów jednostki myśliwskiej wynika, że start eskorty zaplanowano pierwotnie na 4:22 (1 eskadra) i 4:30 (3 eskadra). Ostatecznie klucz sztabowy i 1 eskadra startowały od 4:50, natomiast 3 eskadra od 4:57. O 5:06 nad lotniskiem pojawiły się bombowce, które zostały przejęte przez 3 eskadrę. Lot odbył się na trasie:
- Ligota Dolna – Gorzów Śląski – Wieluń (3 eskadra I./ZG 2 wraz ze Stukasami I./StG 76)
- (Kamień Śląski)[e] – Namysłów – Międzybórz – Ostrów Wlkp. – Kalisz – Wieluń (1 eskadra I./ZG 2 wraz ze Stukasami I./StG 77)

Z powodu fatalnych warunków atmosferycznych jeden Bf 109D rozbił się koło Namysłowa; pilot zginął. Dwa inne myśliwce podczas przymusowego lądowania w Radziejowie zostały całkowicie zniszczone, a trzeci uszkodzony w 65% i w konsekwencji przeznaczony na złom; piloci tych maszyn przeżyli. Wszystkie wypadki dotyczyły samolotów z 3 eskadry.

### Drugi nalot
I/StG 2
Celem nalotu 30 Ju87B (start 13:20) była brygada kawalerii w lesie 12 km na północ od Wielunia; nad miastem zrzucono kilka „najcięższych” bomb (według Oskara Dinorta biorącego udział w tych wydarzeniach i spisującego je w 1939) na straż pożarną blisko rynku. Jeden stukas otrzymał poważne trafienie pociskiem przeciwlotniczym z ziemi i musiał lądować awaryjnie koło miejscowości Rubinitz; podczas tego manewru maszyna wywróciła się i spłonęła.
Meldunki zbiorcze 4. Floty nie wspominają o żadnych bombach zrzuconych na Wieluń w godzinach popołudniowych (tonaż bomb z pierwszego nalotu jest odnotowany). Braki w dokumentacji archiwalnej StG2 nie pozwalają na ostateczne rozstrzygnięcie kwestii, czy w godzinach popołudniowych na Wieluń ponownie spadły bomby.

#### Eskorta
Według dziennika I.JG/76, miała ona eskortować stukasy I/StG 2 podczas powyższego lotu bojowego, jest to jednak wątpliwe, ponieważ nie zgadzają się godziny eskorty myśliwskiej 8:23-9:10.

#### Bilans nalotów
W sumie Niemcy, metodycznie, przez nikogo nie niepokojeni zrzucili na miasto 112 pięćdziesięciokilogramowych bomb burzących i 29 najcięższych bomb zapalających, o wadze pół tony każda. Wykonywali przy tym po raz pierwszy w warunkach bojowych lot nurkowy.
Za śmierć cywili i zniszczenie miasta pozbawionego całkowicie znaczenia militarnego żaden ze sprawców nie poniósł odpowiedzialności. Ppłk Walter Siegel zginął w 1944 roku, major von Dalwigk zu Lichtenfels w roku 1940. Major Oskar Dinort, który po ataku na Wieluń chwalił się w niemieckiej prasie, że ostatnią bombę zrzucił prosto na rynek, został jako as lotniczy udekorowany Krzyżem Rycerskim.

## Spór o miejsce rozpoczęcia wojny

### Argumenty za uznaniem Wielunia za miejsce rozpoczęcia II wojny światowej
Adolf Hitler 1 września w przemówieniu powiedział „Od godziny piątej czterdzieści pięć odpowiadamy ogniem! Od tej chwili na każdą bombę odpowiedzią będzie bomba!”; Joachim Trenkner uważa, że w wyniku zmiany czasu pomiędzy II RP a III Rzeszą należy uznać, że według czasu polskiego nalot na Wieluń odbył się o 4:40 a start stukasów o 4:02. Wersję nalotu o 4:40 potwierdzają niektórzy świadkowie, którzy jeszcze teraz pamiętają dokładną godzinę niemieckiego ataku; zeznania naocznych świadków są niespójne (niektórzy pierwsze bomby słyszeli już o 4:20). Burmistrz Wielunia uważa prace kwestionujące pierwszeństwo tego miasta za „wesołą twórczość”.
Również historycy prof. Tadeusz Olejnik, prof. Leon Kieres i szef Głównej Komisji Ścigania Zbrodni przeciwko Narodowi Polskiemu – pionu śledczego IPN – prof. Witold Kulesza – uważają, że Wieluń był miejscem rozpoczęcia II wojny światowej; jest to też teza powszechnie przyjęta w Polsce. Kulesza powiedział, że „W tym stanie rzeczy ustalony w toku polskiego śledztwa czas rozpoczęcia bombardowania Wielunia nabiera zasadniczego znaczenia, gdyż staje się elementem działania oczywiście podstępnego”.
Według Olejnika teza o ataku o 5:45 nie może być prawdziwa, ponieważ polska ludność nie zostałaby zaskoczona we śnie; trwająca godzinę kanonada artylerii obudziłaby każdego.

### Argumenty przeciwko uznaniu Wielunia za miejsce rozpoczęcia II wojny światowej
Według Mariusa Emmerlinga wszystkie dokumenty Luftwaffe są czasowo spójne ze sobą i z czasem panującym w Polsce – według nich nalot na Wieluń odbył się o 5:30, natomiast lotnicze działania wojenne zostały zainicjowane bombardowaniem przyczółków mostów tczewskich, które według niemieckich dokumentów odbyły się o 4:40. Przyjęcie hipotezy przesunięcia czasu wymagałoby zmiany godziny we wszystkich dokumentach niemieckiego wojska (przykładowo, nalot na Tczew odbyłby się wtedy o 3:40, a bombardowanie Westerplatte o 3:45 czasu polskiego, co nie odpowiada prawdzie). Podobnie Grzegorz Bębnik z katowickiego oddziału IPN także twierdzi, że nalot na Wieluń był godzinę po ataku na Westerplatte, ponieważ czas w III Rzeszy był identyczny jak w II RP; a zeznania świadków (z których niektóre podają czas bliższy 06:00 niż 05:00) były zbierane dwie dekady po tym zdarzeniu, w 1961 – i dwa lata po odsłonięciu tablicy w Wieluniu podającej czas jako 04:40, i która mogła wpłynąć na ich zeznania dwa lata później. Godzinę 05:40 podał także IPN w dokumencie umarzającym śledztwo w sprawie Wielunia.

## Straty w ludności
Istnieją duże rozbieżności w szacunkach ofiar bombardowania. Imiennie udało się zidentyfikować 161 ofiar niemieckich nalotów na Wieluń. Najczęściej podawana w mediach liczba zabitych, oparta na starszych, propagandowych szacunkach ery PRL-u, wynosi 1200, 2000 lub 2169 osób. Historyk Mateusz Jan Piątkowski w 2013 r. stwierdził, że liczba potwierdzonych ofiar w mieście to 127 osób, a szacunki większe, rzędu ok. 1200 osób, to liczba ofiar całego powiatu wieluńskiego z tego okresu, błędnie przypisywana samemu Wieluniowi. Liczba 127 ofiar jest też liczbą jaką podał IPN w 2004 r., stwierdzając, że tylko 127 ofiar można potwierdzić bez wątpliwości, aczkolwiek z zastrzeżeniem, że liczba wszystkich ofiar mogła być większa i wynosić „kilkaset”.  Jednak ustalenie i udokumentowanie pełnej liczby zamordowanych mieszkańców tego miasta, ze względu na ucieczkę ludności cywilnej z Wielunia oraz na fakt, że Niemcy pochowali większość osób w masowych grobach bez ich przeliczenia, nie jest możliwe.
Zdaniem Zygmunta Patryna, ówczesnego dyrektora szpitala, w nalocie na lecznicę zginęło 26 chorych, 2 zakonnice i 4 pielęgniarki (wspomnienia z lat 80.).

## Zniszczenia miasta
Miasto zostało zniszczone w ok. 70-75% – z zabudowy rynku ocalało jedynie dawne kolegium pijarów. Całkowitemu zniszczeniu uległy m.in. kompleks budynków szpitala Wszystkich Świętych (gmach główny z 1840 r.) oraz synagoga z 1842 r. Poważnemu uszkodzeniu uległ również czternastowieczny kościół św. Michała, który Niemcy, po ograbieniu z cennych zabytków, wiosną 1940 r. wysadzili. Obecnie w centrum miasta można obejrzeć jego zrekonstruowane fundamenty. Wieluń jest miastem, które poniosło największe straty w pierwszych dniach II wojny światowej.

## Raporty bojowe
Przede mną na ukos grupa domów, jakieś zabudowania dworskie albo mała wieś. Dym unosi się stamtąd i powleka ciemną smugą żółte pola i połyskującą rzekę. Wieluń – nasz cel! W mieście kilka domów stoi w wielkim ogniu. Jednak wysoko ponad tym ciemne punkty na tle niebieskiego nieba, z błyskawiczną szybkością tu i ówdzie śmigające jak ważki nad lustrzaną taflą wody: to niemieckie myśliwce, które oczekują i mają osłaniać nasz atak. [...]. Mój pierwszy atak na żywy cel! Przez ułamek sekundy błysk świadomości: Tam w dole jest żywe miasto, miasto pełne ludzi [...]. Ulice w dole wyglądają jak obrazek z pocztówki, a ciemne punkty, które się na nich poruszają są celem. Niczym, tylko celem. Na wysokości 2500 metrów życie na ziemi traci swoją wagę [...]. Wysokość 1200 metrów [...] pierwsza bomba spada! [...] a teraz spojrzenie w dół bomba upadła dobrze, wprost na ulicę, a czarna masa, która sunęła wzdłuż ulicy, zatrzymuje się. Na miejscu w które trafiłem, powstało ciemne kłębowisko. I w to kłębowisko padają serie bomb z innych samolotów [...]. Kierujemy lot zgodnie z rozkazem ku północnemu wylotowi miasta. Znów bomby! Tuż za miastem jakaś zagroda zapchana wojskiem i zaprzęgami. Jesteśmy na wysokości zaledwie 1200 metrów, opadamy na 800. Bomby spadają, a zagroda tam w dole znika w ogniu i dymie razem ze wszystkim co się w niej znajduje. Odwrót! Ostatni ładunek, ten najcięższy, spada na rynek. Fontanna płomieni, dymu i odłamków wyższa niż wieża małego kościoła [...]. Ostatnie spojrzenie: z polskiej brygady kawalerii nie pozostało nic.

Dietrich Lehmann, obserwator rozpoznawczego dorniera, II/StG/77 (wylot 4.40):

(***) Przeczesujemy drogi i przelatujemy obok Wielunia kierując się na wschód. Daje się zaobserwować nieregularne formacje wroga rozstawione pojedynczo u dróg wyjazdowych z miasta oraz pojazdy zgromadzone na głównym rynku. Podczas kiedy my kryjemy się nieco w chmurach, ja wydaję polecenie przekazania wyników obserwacji do pułku.

Lot powrotny nad Wieluniem w celu określenia skutków ataku:

(***) Jest już 6:00, jednak dzień jakoś nie chce się przejaśnić. Nie minęło wiele, a w szarości przed nami widać naraz ogromny pożar, z którego prawie pionowo wzbija się w górę ciemna, szeroka ściana dymu i miesza się z mgłą i wiszącymi nisko chmurami. Przerażająco piękny widok! W trzech różnych punktach palą się rogatki miasta, tam gdzie ulokowane były polskie wojska. Na dole widzę dziki chaos, wygląda na to, że ludzie kompletnie potracili głowy.

## Opinie na temat nalotów

### Opinie ogólne

#### Opinie krytyczne względem nalotu
Dyrektor IPN profesor Leon Kieres określił Wieluń mianem „polskiej Guerniki”. Stwierdził też, że nie można zgodzić się z próbami niektórych historyków niemieckich pisania historii II wojny światowej na nowo (w tym próbami usprawiedliwienia nalotu na Wieluń).
Zdaniem Joachima Trenkera „wiele poszlak wskazuje, że dowództwo Luftwaffe świadomie wybrało bezbronny Wieluń jako cel nalotu” ponieważ „z premedytacją chciano przetestować nowy samolot Ju 87B”. Michał Jagiełło z Gazety Wyborczej, Olejnik, Bortnowski i inni uważają, że celem nalotu było najprawdopodobniej wywołanie efektu psychologicznego – ludność miała masowo uciekać z miast na drogi, wywołać chaos, co ułatwić powinno natarcie sił niemieckich; a także obniżyć morale polskiego wojska.
Według części historyków i publicystów nalot na Wieluń osobiście koordynował Wolfram von Richthofen.
Wieluń jest uważany za cel bez jakiegokolwiek znaczenia militarnego ani strategicznego; bez wojska, dowództwa wojsk, przemysłu, niebędący węzłem komunikacyjnym. Nalot ten jest nazywany atakiem terrorystycznym, a przez Olejnika dywanowym.
Informacje o zbrodniczym zbombardowaniu Wielunia pojawiły się m.in. w „Tygodniku Powszechnym”, „Rzeczpospolitej”, Telewizji Zachodnioniemieckiej oraz Bitwach polskiego września autorstwa Apoloniusza Zawilskiego.

Wojna totalna, nierozróżniająca między cywilami i wojskowymi, mająca na celu masową eksterminację, 1 września 1939 r. stała się faktem.

#### Opinie uznające nalot za uzasadniony
Wieluń był jednym z miast leżących na głównej trasie natarcia 10 Armii, 30 kilometrów od granicy; głównym zadaniem stukasów w pierwszych dniach września była eliminacja oddziałów znajdujących się na drodze niemieckiego ataku. Niemcy posiadali, prawdopodobnie już nieaktualne, informacje o obecności brygady kawalerii w obrębie Wielunia; tego dnia wielokrotnie atakowano polskie oddziały zlokalizowane 5-12 kilometrów od miasta; zaś pod koniec sierpnia przez miasto przeszła 28 Dywizja Piechoty.
Część polskich badaczy i historyków jest zdania, że nalot został przeprowadzony aby „pokazać, na co stać Luftwaffe” oraz siać panikę wśród cywili, Informacje o tragicznych losach Wielunia z 1 września 1939 r. przedostały się do świadomości ogółu Polaków dzięki badaniom dr Barbary Bojarskiej z Instytutu Zachodniego w Poznaniu i wieloletnim staraniom wieluńskiego historyka prof. Tadeusza Olejnika.

### Opinie na temat zgodności nalotu z konwencją haską
Wzbronione jest atakowanie lub bombardowanie w jakikolwiek sposób niebronionych wsi, domów mieszkalnych i budowli.

Dowódca wojsk napadających zanim przystąpi do bombardowania, z wyjątkiem wypadków szturmu, powinien uczynić wszystko, co jest w jego mocy, aby uprzedzić o tym władze.

Podczas oblężeń i bombardowań należy zastosować wszelkie niezbędne środki, ażeby w miarę możliwości oszczędzone zostały świątynie, gmachy, służące celom nauki, sztuki i dobroczynności, pomniki historyczne, szpitale oraz miejsca, gdzie zgromadzeni są chorzy i ranni, pod warunkiem, ażeby te gmachy i miejsca nie służyły jednocześnie celom wojennym.

#### Opinie uznające, że nalot był zbrodnią wojenną
Zdaniem profesora Witolda Kuleszy bombardowanie Wielunia było pierwszą niemiecką zbrodnią wojenną. W styczniu 2004 IPN wznowił śledztwo w sprawie nalotu na Wieluń; wcześniej prokuratura niemiecka umorzyła dwukrotnie śledztwo w tej sprawie. Wieluń jest uważany za cel bez jakiegokolwiek znaczenia militarnego; bez wojska, przemysłu, niebędący węzłem komunikacyjnym ani miejscem aprowizacji jednostek wojskowych. W mieście nie było obrony przeciwlotniczej. Sztab 28 Dywizji Piechoty znajdował się w Wielgiem i Rychłocicach.
Jagiełło twierdzi, że pierwszym celem nalotu był szpital, pomimo wyraźnego oznakowania znakami Czerwonego Krzyża (wymalowanie znaku na dachu, co potwierdziło kilku świadków), które lotnicy musieli zauważyć; ponadto myśliwce ostrzeliwały uciekających cywilów. Olejnik uważa, że nawet przy braku oznakowania szpitala jakakolwiek pomyłka w identyfikacji tego budynku przez nisko lecące samoloty jest wątpliwa; ponadto w nalocie brał udział były uczeń wieluńskiego gimnazjum znający topografię miasta. Podawanie informacji o ataku na brygadę kawalerii i niewspominanie o ataku terrorystycznym w raportach bojowych składanych do własnych jednostek przez lotników nazywa cynizmem lub obłudą; inni przypuszczają, że celowo wspominano o tej brygadzie kawalerii w raportach, aby usprawiedliwić przed sobą masakrę cywili. Olejnik uważa, że w momencie startu samolotów Niemcy byli pewni braku wojsk w tym mieście.
„Powinniśmy przeciwstawiać się tego typu nacjonalistycznym historykom, którzy nadają swoim twierdzeniom znamiona naukowości” – tak profesor Olejnik skomentował artykuł niemieckiej prasy usprawiedliwiający nalot.
Nalot jest uważany za zbrodnię wojenną, ponieważ niemieckie lotnictwo:
- zbombardowało Wieluń z zaskoczenia (art. 26. konwencji haskiej IV), jako miasto otwarte[21] (art. 25. konwencji haskiej IV).
- przedmiotem nalotu były obiekty chronione przez art. 27. konwencji haskiej – gmachy poświęcone obrzędom religijnym (kościół farny, synagoga), szpital, zabytki historyczne. Art. 27. konwencji haskiej obowiązuje bowiem z definicji również bezwzględnie wobec miast bronionych.
- lotnicy strzelali do bezbronnej ludności cywilnej (art 23 b konwencji haskiej IV)[j].

Trenker podaje nazwiska dowódców eskadr i pisze, że żaden z pilotów nigdy nie odpowiedział za tę zbrodnię wojenną. Przemysław Kucharczak (Gość Niedzielny) uważa, że pociągnięcie do odpowiedzialności nie powinno ograniczać się do wydających rozkazy tego nalotu, ale do wszystkich „bezpośrednich wykonawców mordu”.
Dla uhonorowania tego wydarzenia 1.IX.1995 w Wieluniu odbyło się pierwsze spotkanie zbombardowanych miast otwartych.